# 水木亮
水木 亮（みずき りょう、1942年 - ）は、日本の作家。在野の民俗学者。本名・望月弘美。

## 来歴
山梨県出身。戦時中、日本領であった現在の北朝鮮領に生まれ、戦後山梨県に住む。早稲田大学を卒業して、同大学院文学研究科に進み、修士課程を修了しした。修了後は山梨に帰り、国語科教諭として勤務する傍ら創作活動を行った。
山梨県立甲府第一高等学校教諭であった1975年、投稿作「いつか俺達のブルースを」が集英社主催の第8回『小説ジュニア』青春小説小説新人賞で最終選考に残り、入選作にはならなかったが『小説ジュニア』1975年8月号に掲載された。1977年に行われた第10回の同賞でも、「青春ブルース」が最終選考に残ったが、落選している。その後は1999年「祝祭」で織田作之助賞、2006年「お見合いツアー」で農民文学賞、2007年「海老フライ」で労働者文学賞を受賞。
高校の演劇部指導をきっかけとして、劇団「COMEDY OF YESTERDAY」を主宰。

## 著書

### 単著
- 『翼のない海』檸檬社、1980年
- 『清里に春の雪降る』山梨ふるさと文庫〈グリーン・ロマンス〉、1985年
- 『うすべにのやみいとしの落花 水木亮戯曲集』門土社総合出版、1991年（戯曲・第四紀sometime）
- 『山梨の民俗芸能』勉誠出版、2000年
- 『美しい朝の国 朝鮮の山を緑に・浅川巧 水木亮戯曲集』カモミール社、2001年
- 『雪乃丞くんへの手紙 エッセイ集』山梨ふるさと文庫〈シリーズ山梨の文芸〉、2002年
- 『祝祭』山梨日日新聞社、2006年
- 『老い焚く妖の記』窓社、2012年

### 編著
- 『艶笑唄 地方に残る生と性の労働歌』窓社、2010年
- 『「コメディ・オブ・イエスタディ」の二五年』山梨ふるさと文庫〈シリーズ山梨の文芸〉、2010年